# Channel One Cup 2019
Channel One Cup 2019 är en del av Euro Hockey Tour 2019/2020 och spelades på orterna Moskva, Ryssland, Sankt Petersburg Ryssland och Plzen i Tjeckien under perioden 12–15 december. Sverige vann turneringen, vilket gjorde det till 4:e gången Sverige vann Channel One Cup.